# Красна (Тячівський район)
Кра́сна — село в Україні, у Закарпатській області, Тячівському районі. Колишня назва — Красношора. Населення села 2960 осіб.

## Географія

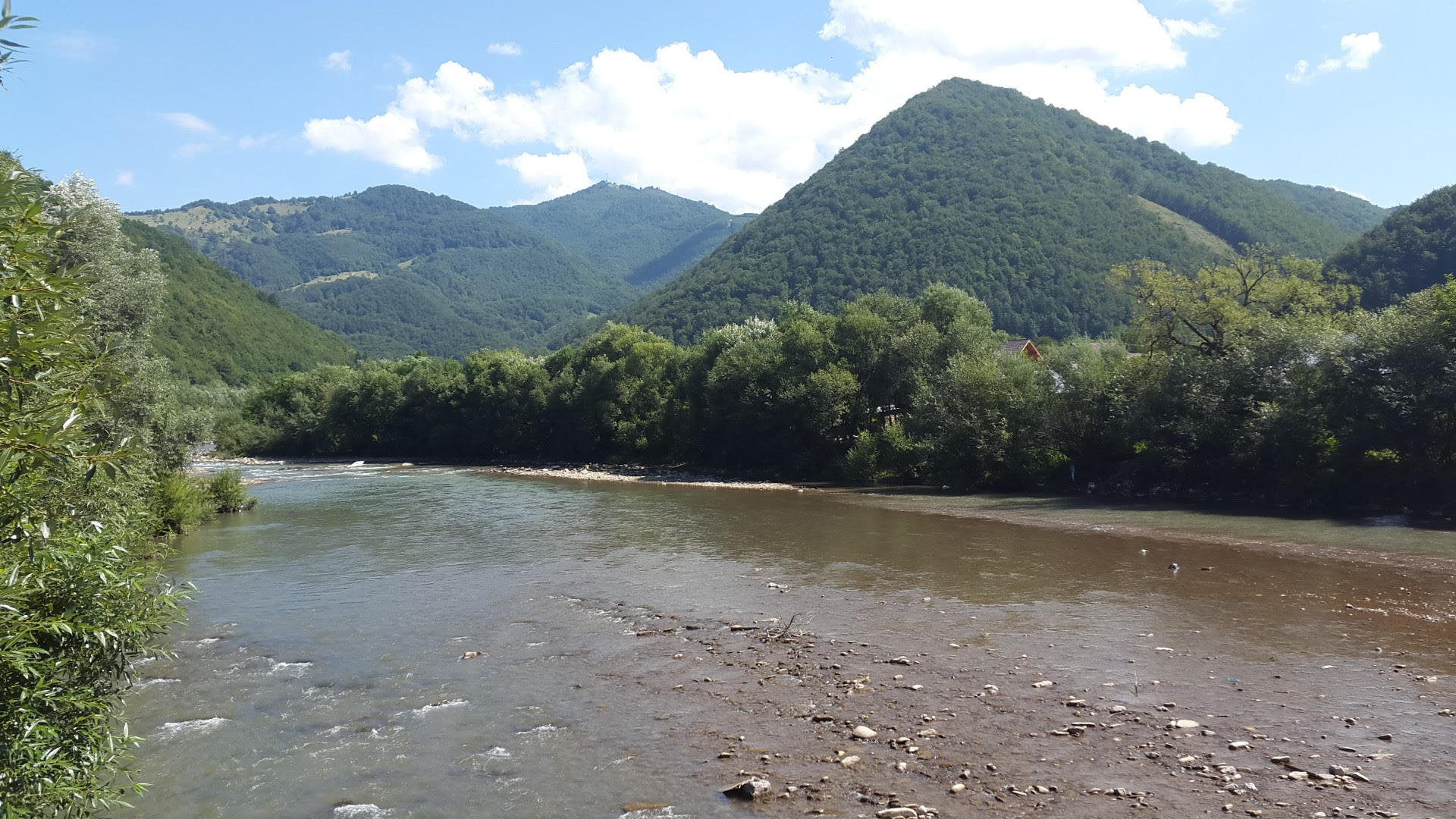
Річка Тересва в с.Красна.

Село Красна розташоване у вузькій долині річки Тересви та її приток — Красний (Красношурка), Тиховець, Плайська. З усіх боків село оточене Карпатськими горами: Темпа (на північному сході), Апецька (на південному сході), Полонина Красна (на північному заході). Через село проходить автошлях Т 0728 (відтинок Дубове — Усть-Чорна). На території села є декілька мінеральних джерел.

## Історія
Колишня назва села — Красношора. Перші офіційні згадки про село відносяться до XIV ст. Поселенці, очевидно, прийшли із низинних сіл. Тут вони випасали худобу, заготовляли ліс для майбутніх будинків.

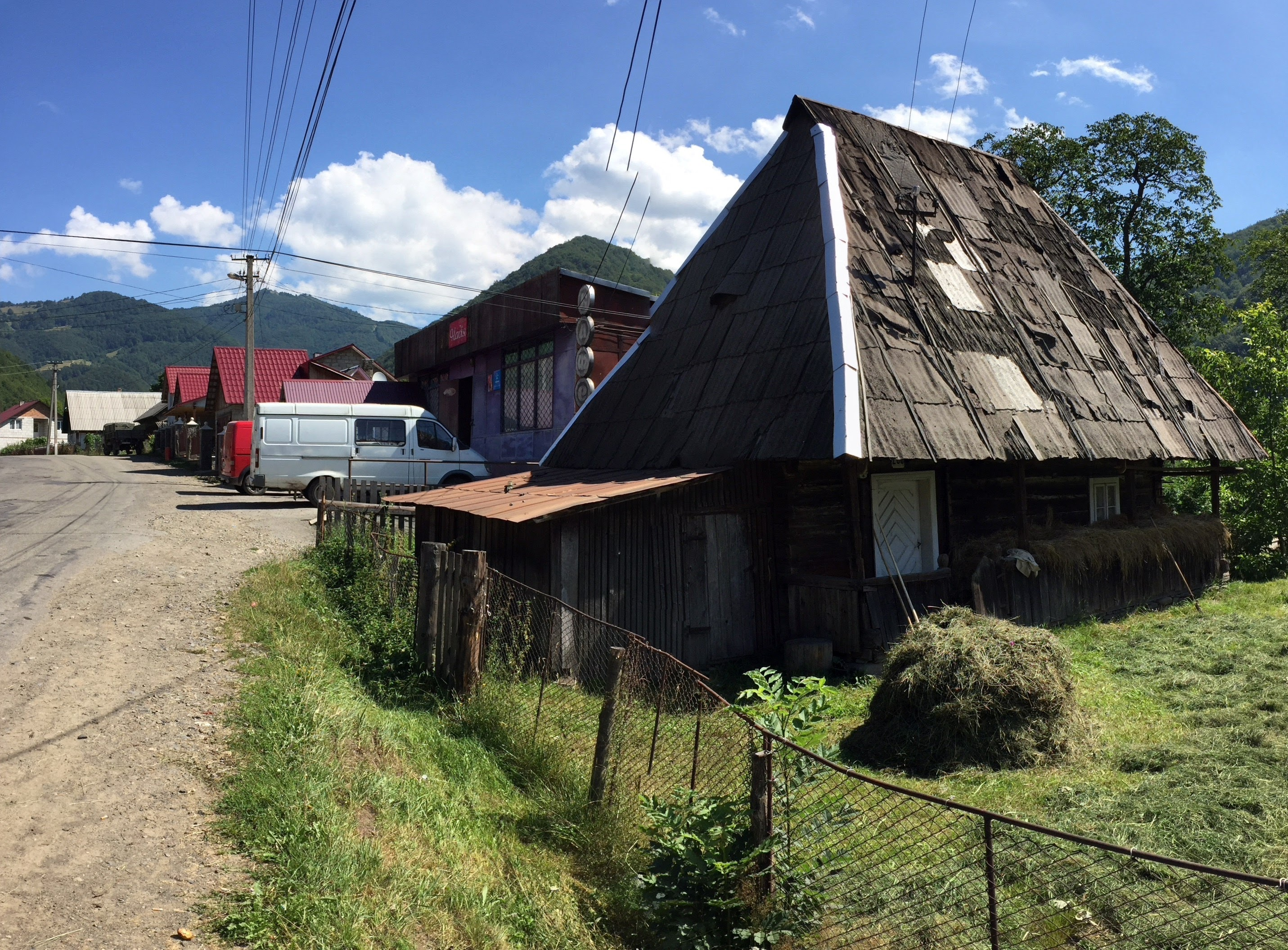
Типові будинки в с.Красна

За народними легендами перші поселенці це родини Сойма, Носа, Цубера. Цубера посилилися за річкою, Носа — на горбах, Сойма — на лугах. Пізніше з Колачави через гору Красна прийшли інші люди: Грицан, Горкавець. В той час відбувалося освоєння землі для ведення сільськогосподарських робіт, через село проходили основні шляхи із сіл Тячівщини для випасу пережененої худоби на навколишніх полонинах.

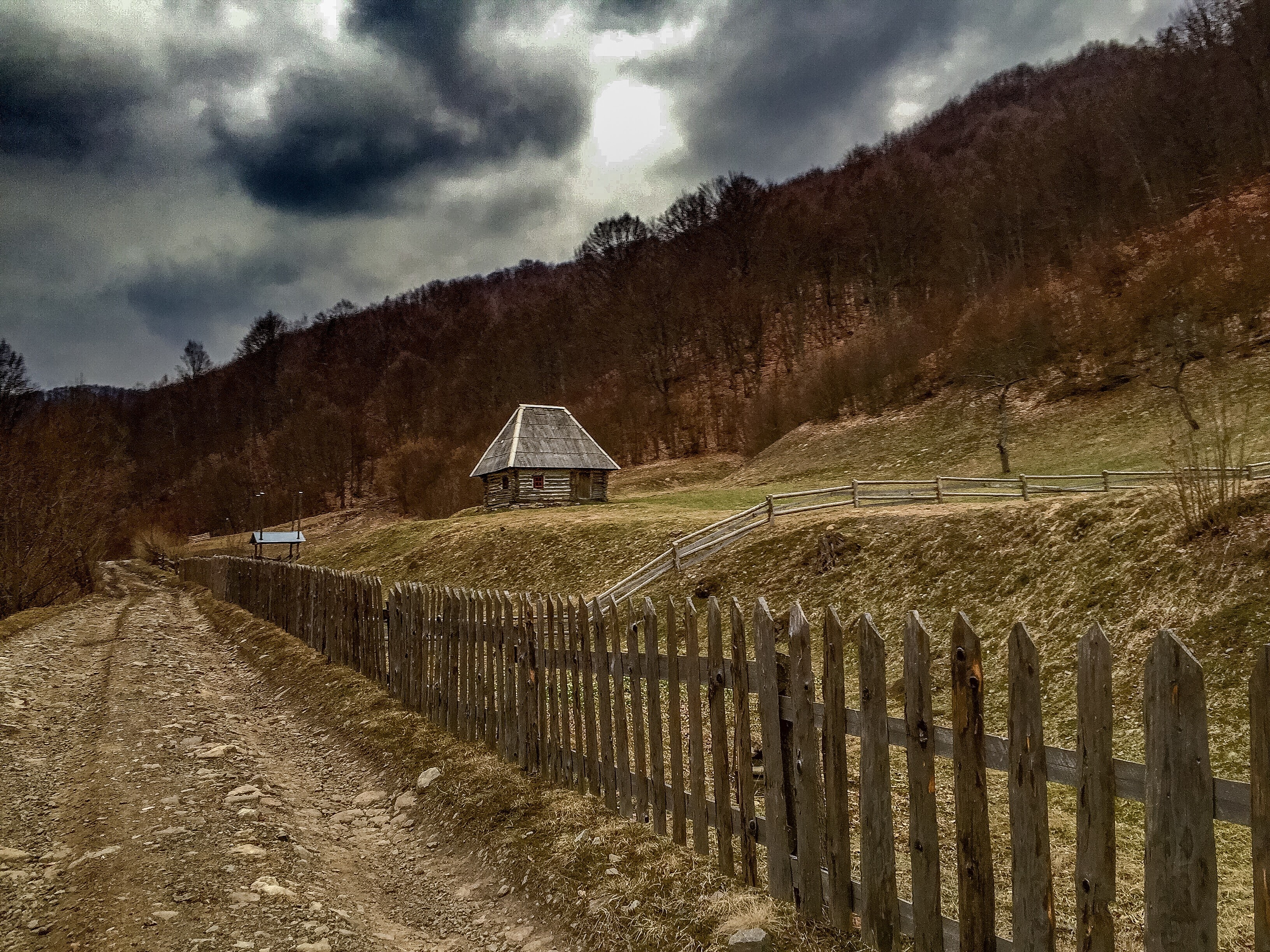
Будиночок по дорозі на полонину, с.Красна

Територія села починалася від берега Майора, від воріт, звідки випускали худобу на випасання у поле. Інший берег у другій частині села називавали Гайдуцьким. Походить від назви гайдуків. Гайдуки — це панські слуги, які збирали податок, накладали штрафи на простих людей. Зі сторони Гайдуцьких воріт люди заходили в село. У верхній частині Красношор розміщувався мочил. Тут вирощували льон і вимочували в річці, потім з цього льону виготовляли нитки і ткали полотно на одяг. Це місце і сьогодні називають Ленищем.
Під час Першої світової війни на території села будують лісопереробні цехи. У 1920 році збудували пилораму «Фірес», у будові якої використали спеціальні лотки, по яких сплавляли деревину по гірських потоках. Сплав лісу вважався небезпечним і важким заробітком. В 1932—1932 рр. через село проклали вузькоколійну залізницю Тересва — Усть-Чорна. Багато селян отримали роботу на будівництві, розширилися лісозаготівлі.
Проте більшість селян володіла мізерною кількістю землі. Майже дві третини землі належали 4—5 сім'ям багатих селян, а також євреям, які займалися торгівлею. Будівництво вузькоколійки вплинуло і на соціально-культурний розвиток села. Школу збудовали у 1912 році напередодні Першої світової війни. Навчання в ній проводили дяки. Під час війни в ній розмістили концтабір для військовополонених італійців, 14 з них померло тут і поховані на сільському цвинтарі. Будинок школи згорів у 1919 році.
За часів Чехословацької республіки у 1932 році в селі збудовали типовий будинок школи, ввели загальнообов'язкове навчання. Реконструкція школи проводилась у 1984 році.
В 1936—1937 рр. у селі збудовали лісопильний завод, тож багато селян одержали роботу, поступово освоюючи кваліфіковані технічні професії.
У центрі села стоїть обеліск загиблим воїнам у Другій світовій війні, який був зведений у 1971 році. Всього на фронт пішло 56 краснянців, з них 15 загинуло.

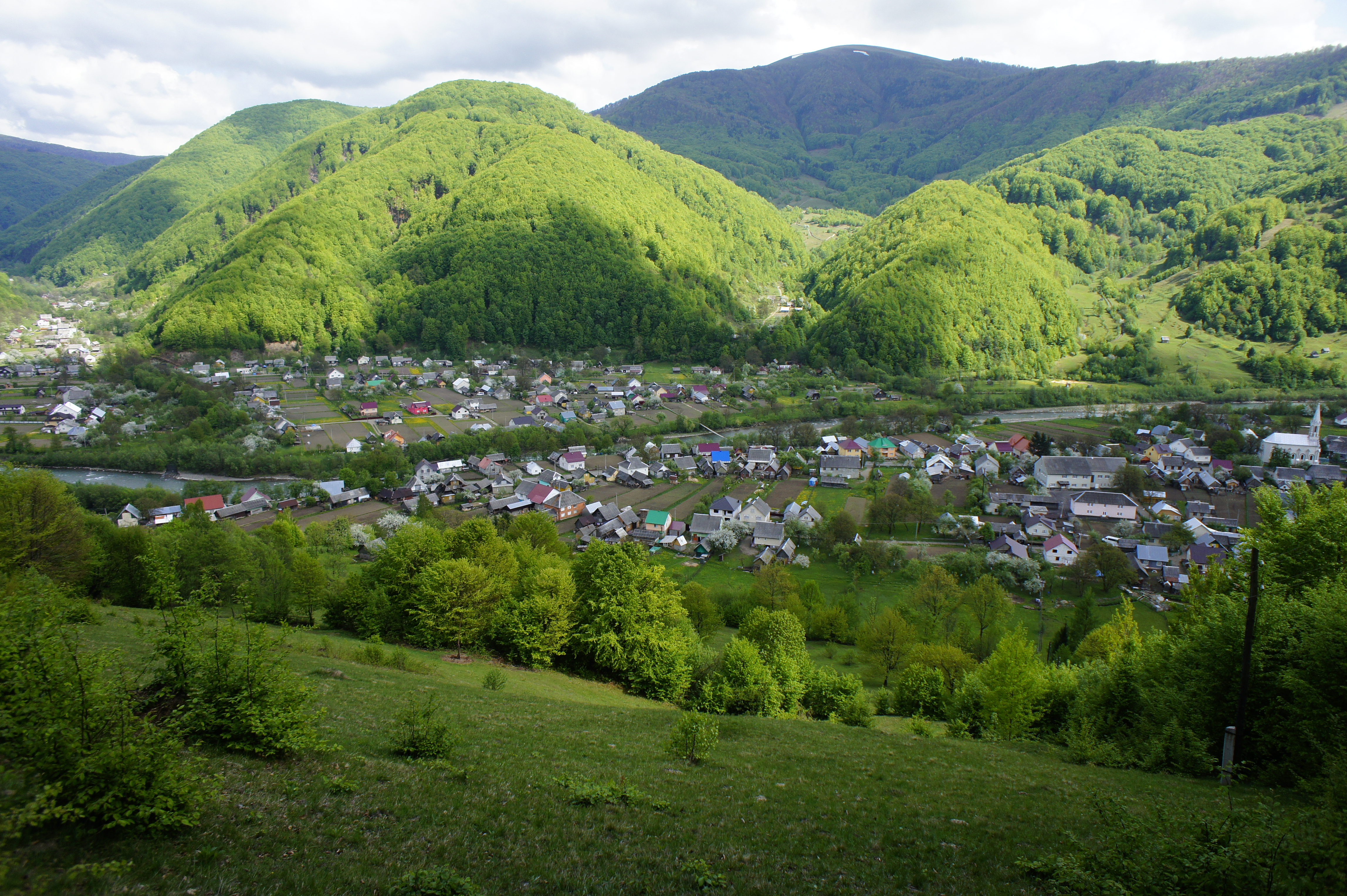

### Часи незалежності України
За часів незалежності України у селі Красна відкрили загальноосвітню школу, побудували дитячий садок, туристичний комплекс в урочищі «Підчос», амбулаторію, сільський клуб. Краснянське та Тиховецьке лісництва займаються охороною та вирощуванням лісу.
У 2011 році збудована мала гідроелектростанція на річці Красношурка.

## Легенди про назву села
Щодо назви села існує кілька версій її походження. У центрі села рівними рядками росли дерева красні, високі, стрункі. Люди були зачаровані красою цих дерев звідси пішла назва (красні-гарні, шори-рядки), тобто Красношори. Існує ще одна версія, що на горбах цвіли дуже гарні красні шори квітів. Інші стверджують, що на горі Красний Грунь ріс великий-превеликий дуб і старі люди говорили: «Який красний дуб».

## Церква

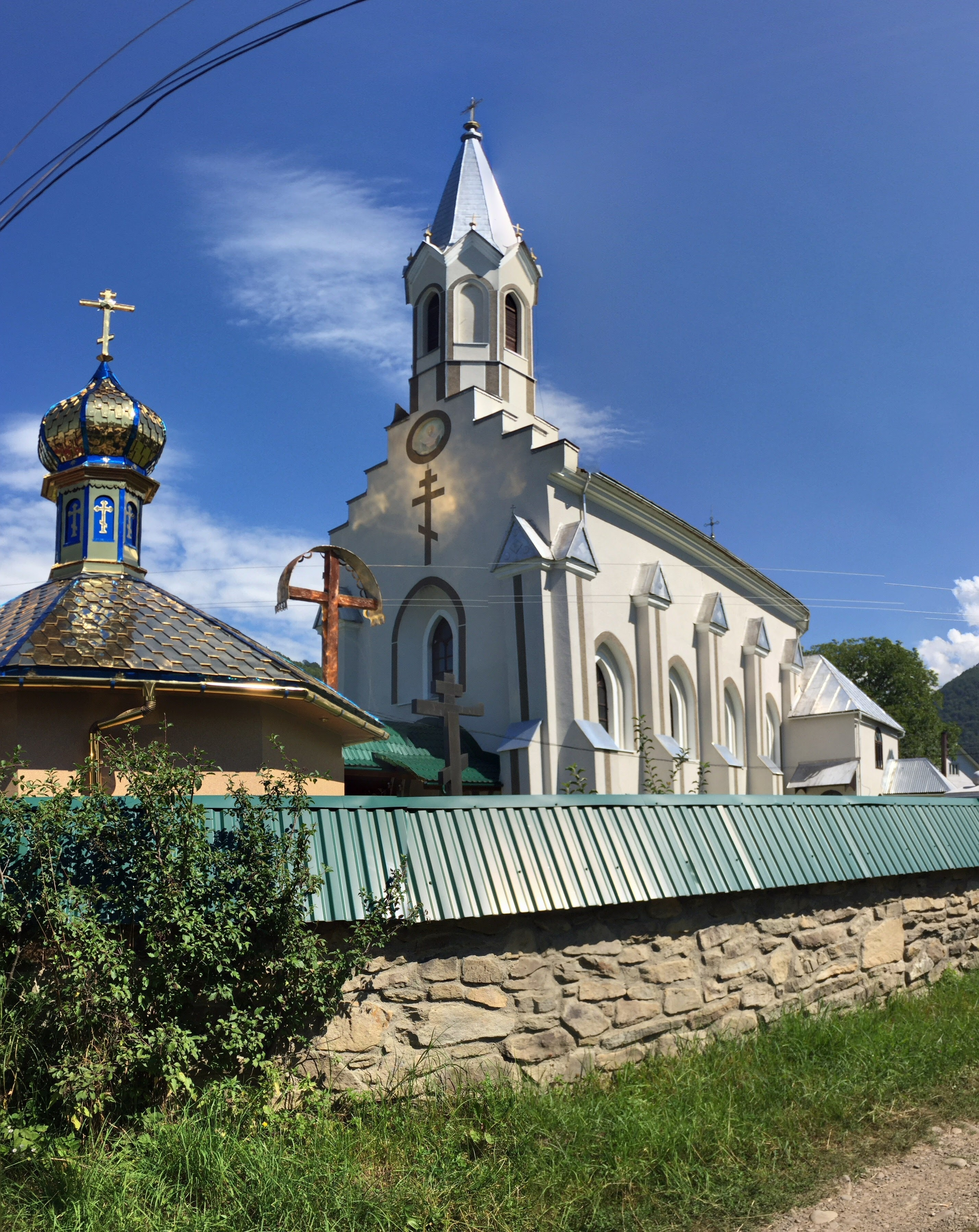
Церква Успіння Божої Матері в с.Красна. Вид з тильного боку будівлі

На території села розташована пам'ятка архітектури XIX ст. — церква Успіння Божої Матері, побудована у 1861—1879 рр.
Про її будівництво у народі збереглися перекази. Ось один з них: одного разу, випасаючи худобу на полонині Угорська, Носа Федір, якого в селі називали Сирюга, знайшов скарб, який був захований опришками. Він був заможним селянином, тому вирішив знайдені гроші витратити на будівництво храму.
Будівництво храму розпочалося у 1861 році. Кожне домогосподарство відпрацьовувало по 30 днів (на той час у селі було 60 домогосподарств) і сплачувало по 100 срібних. Власними силами на будівництво церкви звозили пісок, камінь, який тут уже шліфували під керівництвом фахівців. Була розроблена спеціальна суміш для кладки каменю, де замість цементу використовували білок із курячих яєць. Селяни у примусовому порядку повинні були працювати на будівництві. Проте вони виконували лише другорядну роботу, основну ж виконували майстри-будівельники, запрошені із Франції. Першим священиком був угорець Цюргов, який тут і помер.
Іконостас привезений із Польщі. Дзвони — з Франції. А ікони Пресвятої Богородиці та Ісуса Христа куплені в італійського художника, який у той час перебував у Мукачівському монастирі.

## Відомі люди
Марія Грицан — поетеса (авторка збірок «Голос душі» 1996 року та «Струни любові» 2001 року);
Іван Чонка — відомий хірург , який  довгий час працював на Тернопільщин;
Уродженка села Вільхівці Тетяна Грицан-Чонка проживає у селі Красна з 1984 року і є автором 11-ти збірок. («Хіба я знаю, звідки вітер?», «Мороз мою душу морозить і гріє». Вчителює в сільській школі.

## Галерея

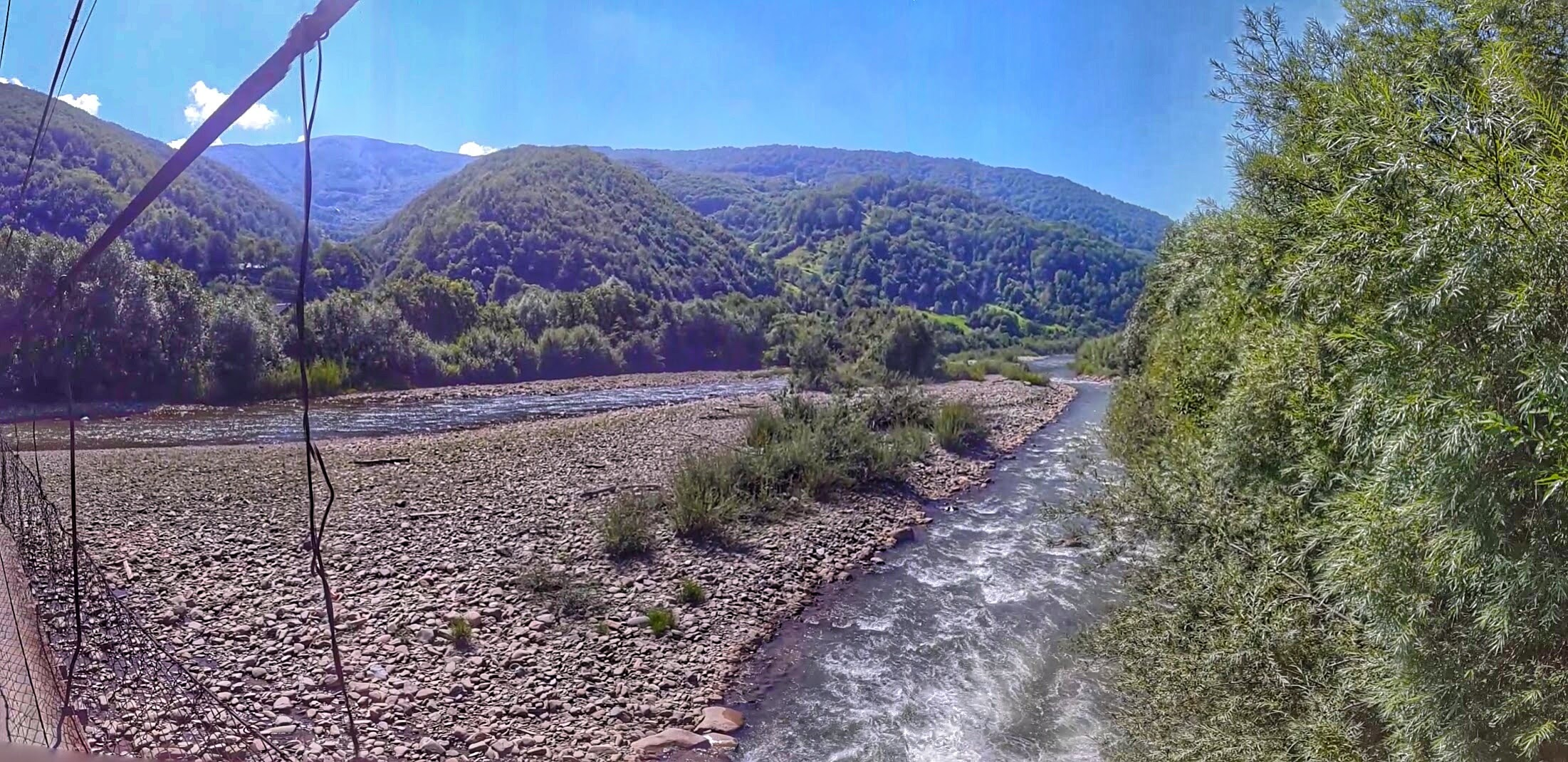
Річка Тересва в с.Красна. Зі сторони Дубового
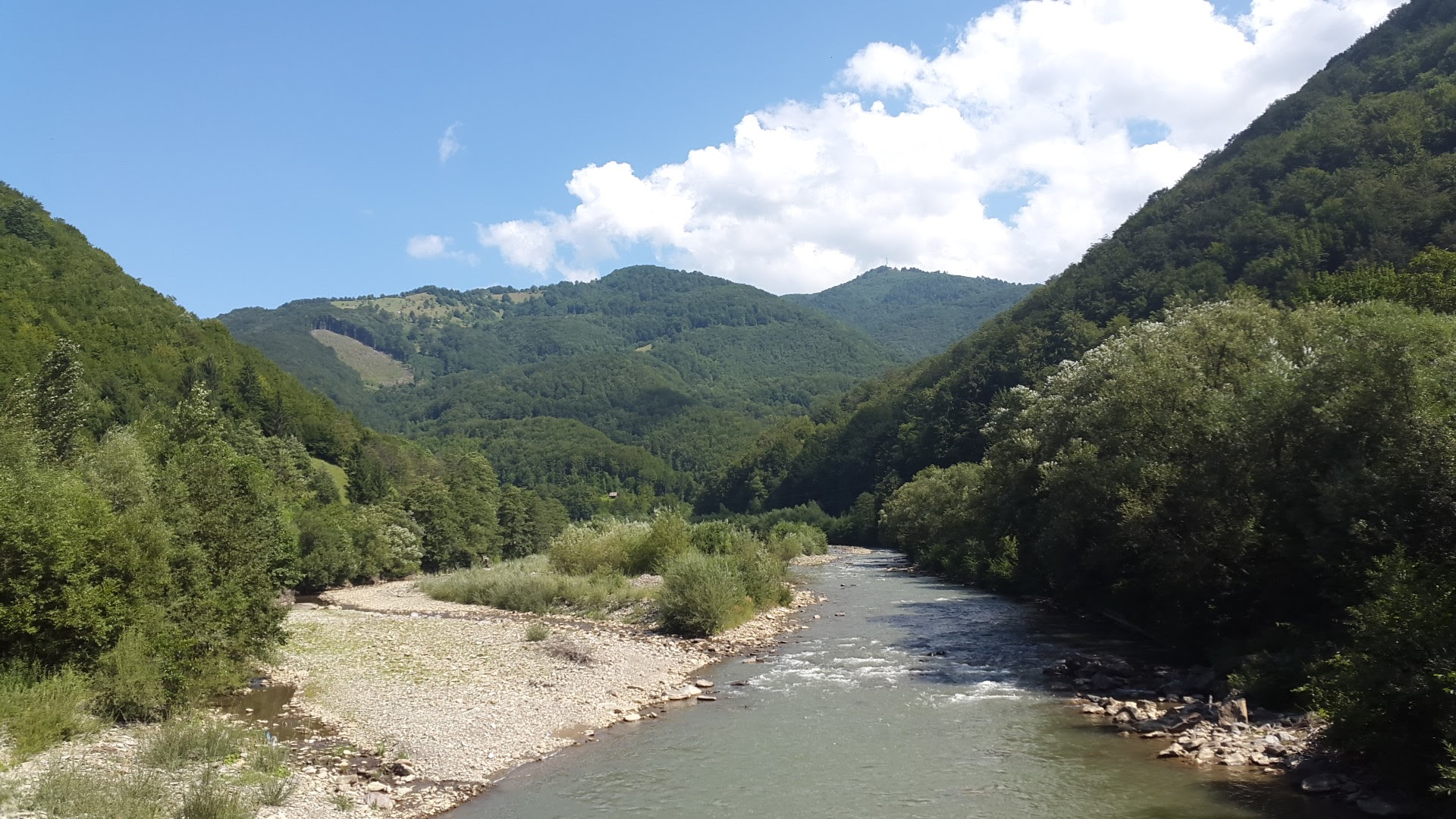
Вид на гори в с.Красна
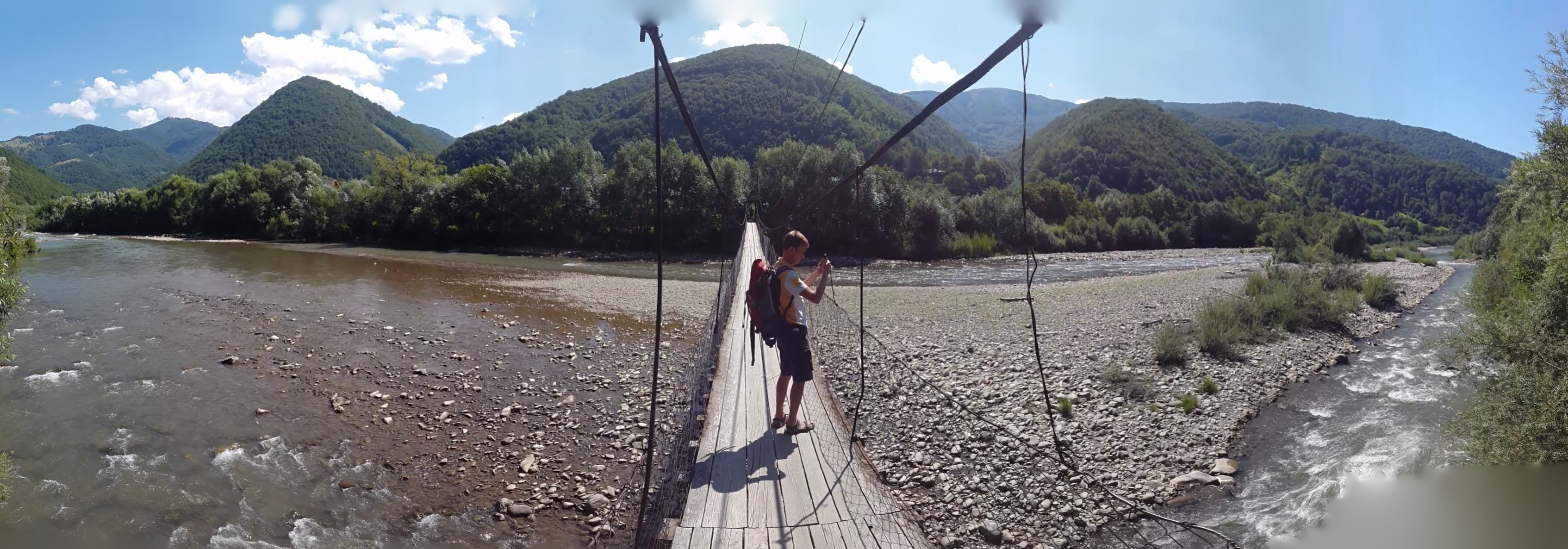
Міст через річку Тересву в с.Красна (панорама)
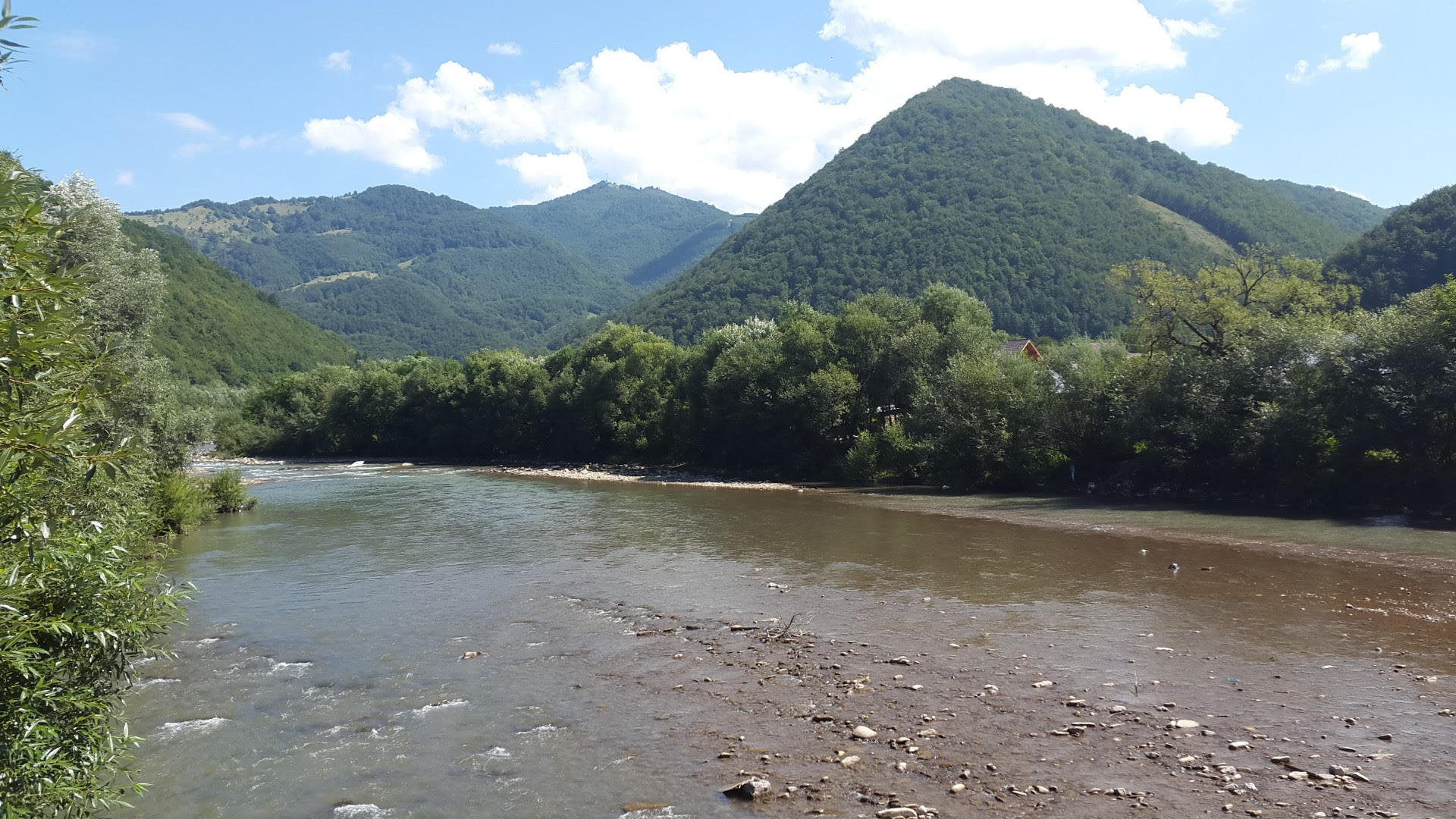
Річка Тересва в с.Красна. Вид на гори Усть-Чорної
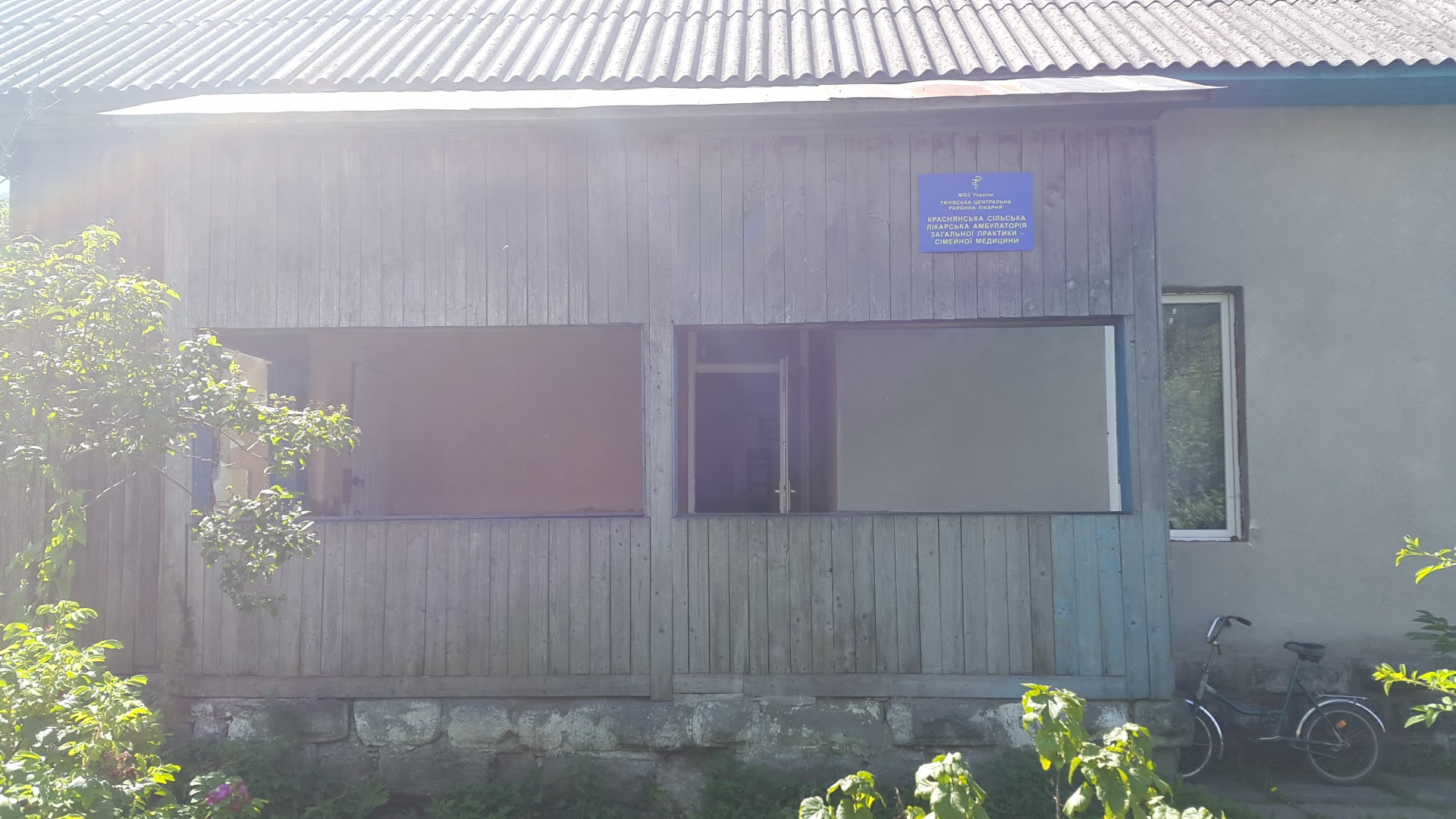
Фельдшерський пункт в с.Красна
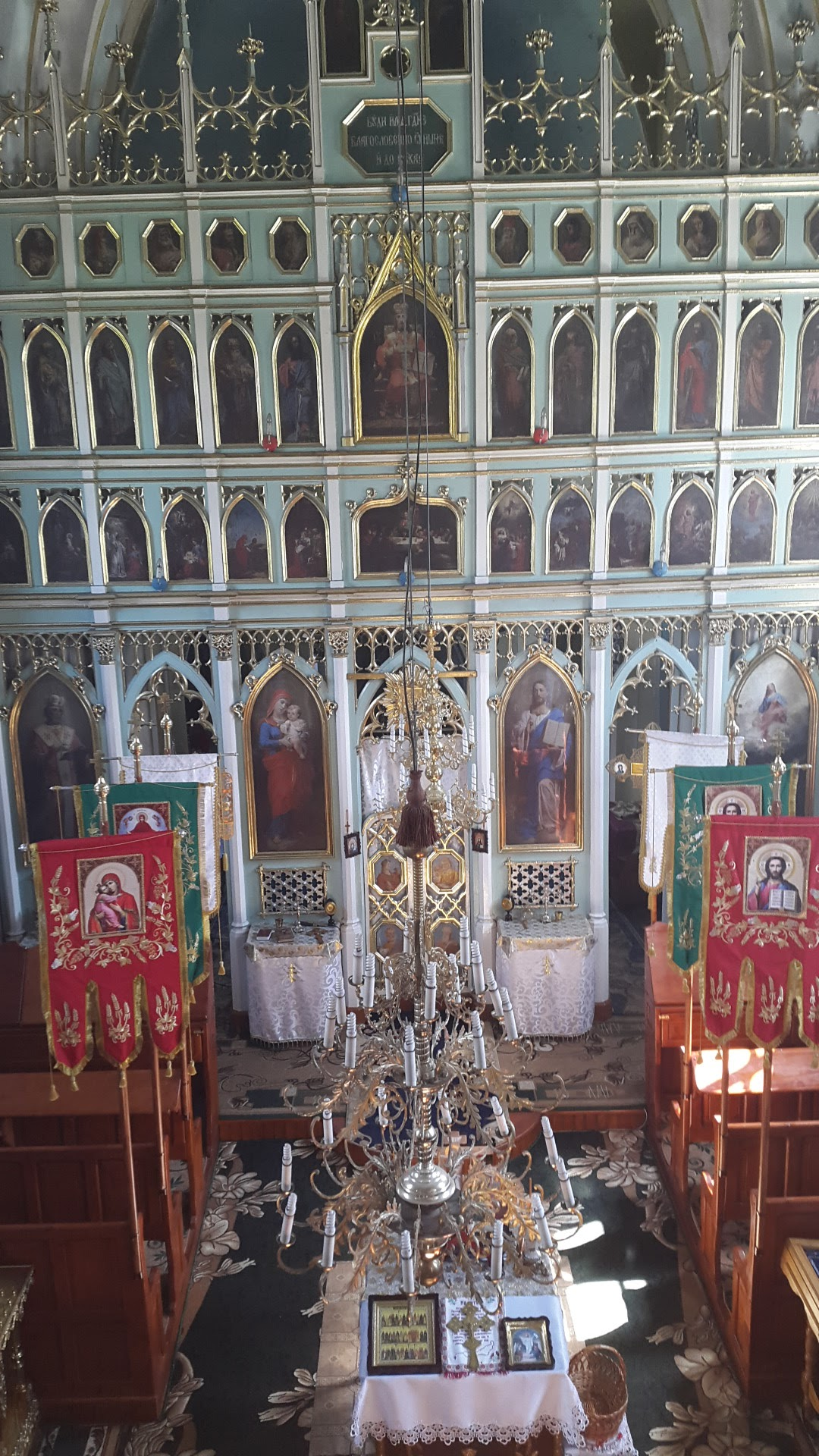
Інтер'єр в церкві Успіння Божої Матері. Панорама
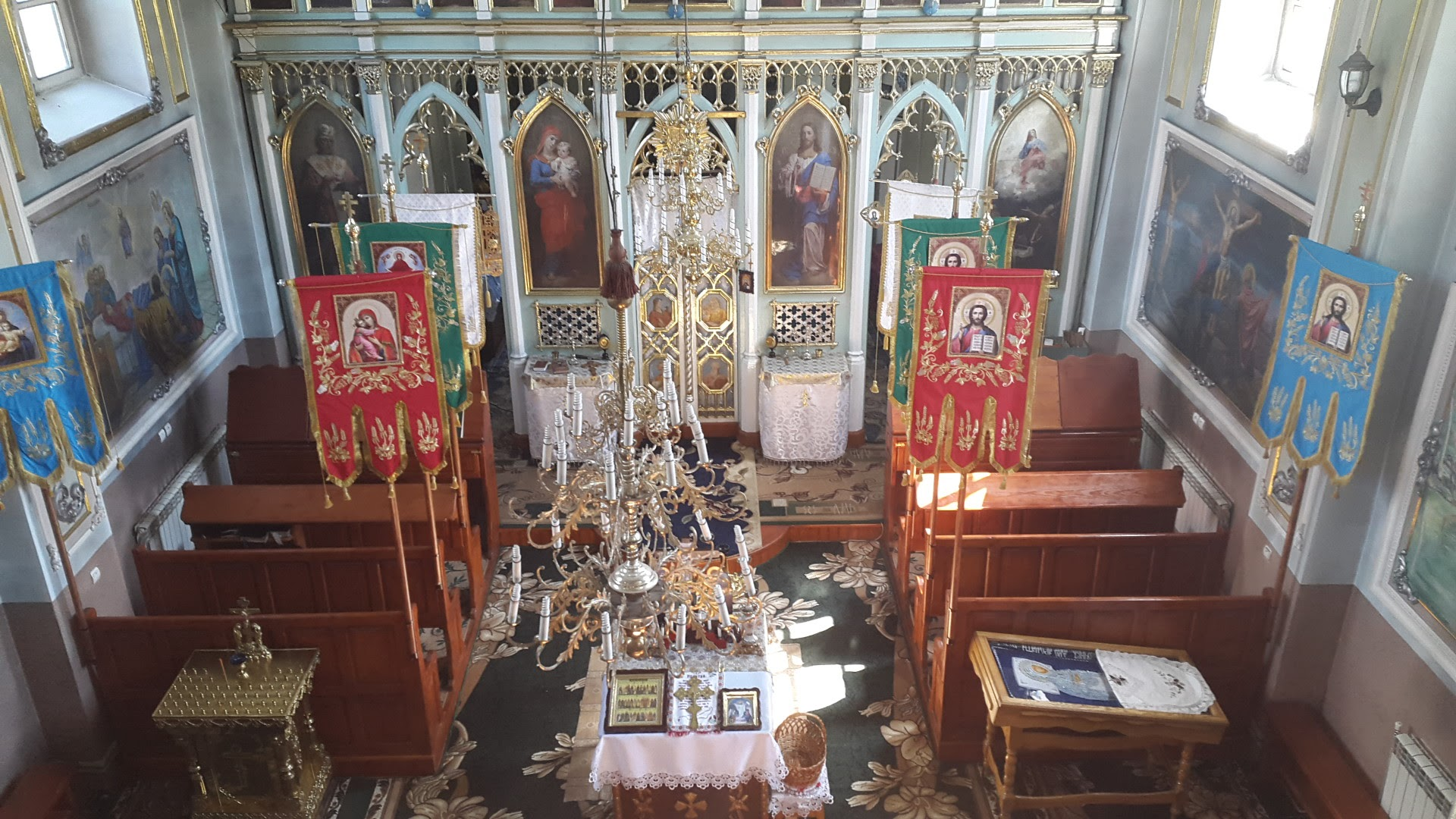
Інтер'єр в церкві Успіння Божої Матері
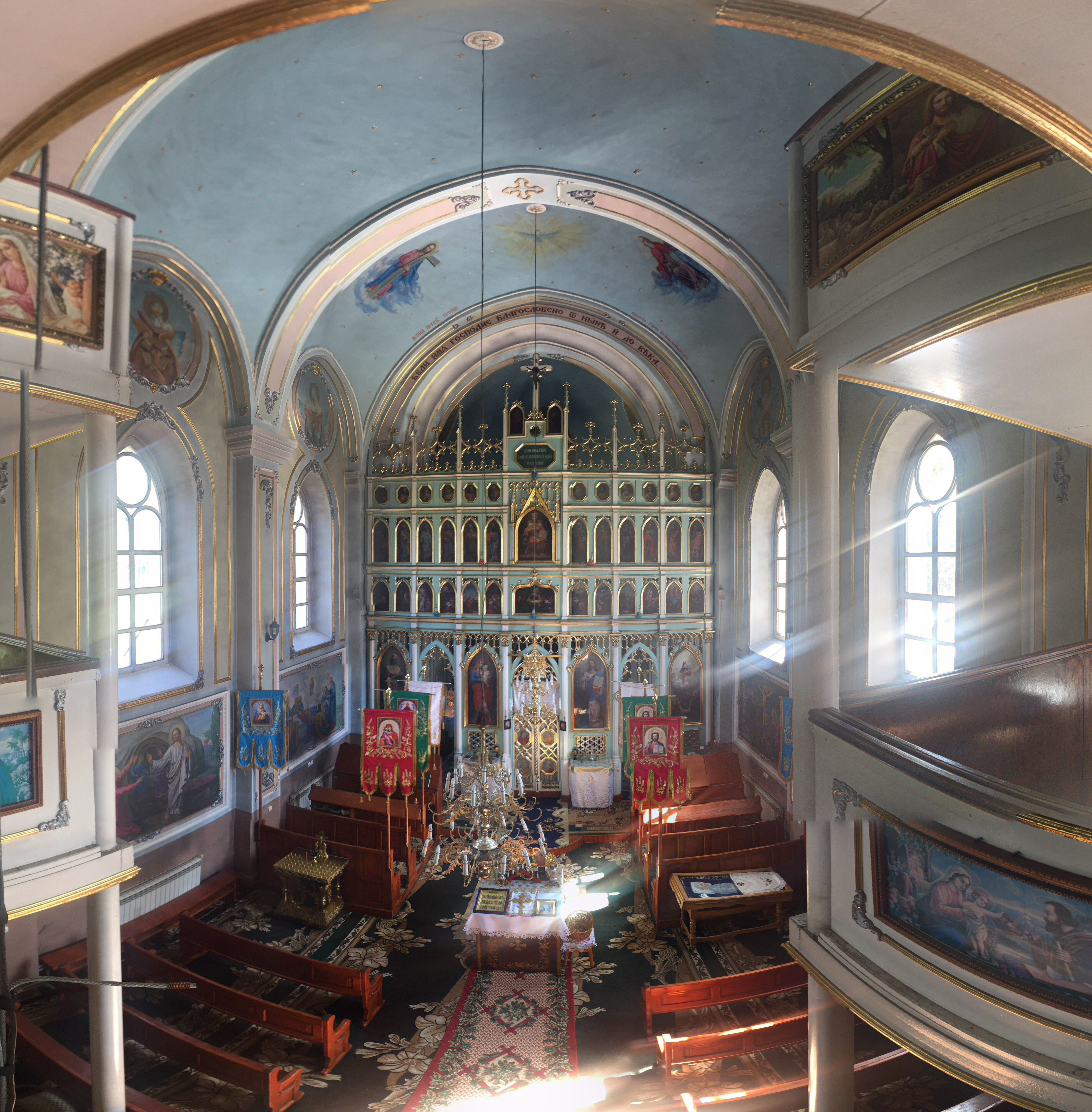
Церква Успіння Божої Матері в с.Красна. Вид з хорів
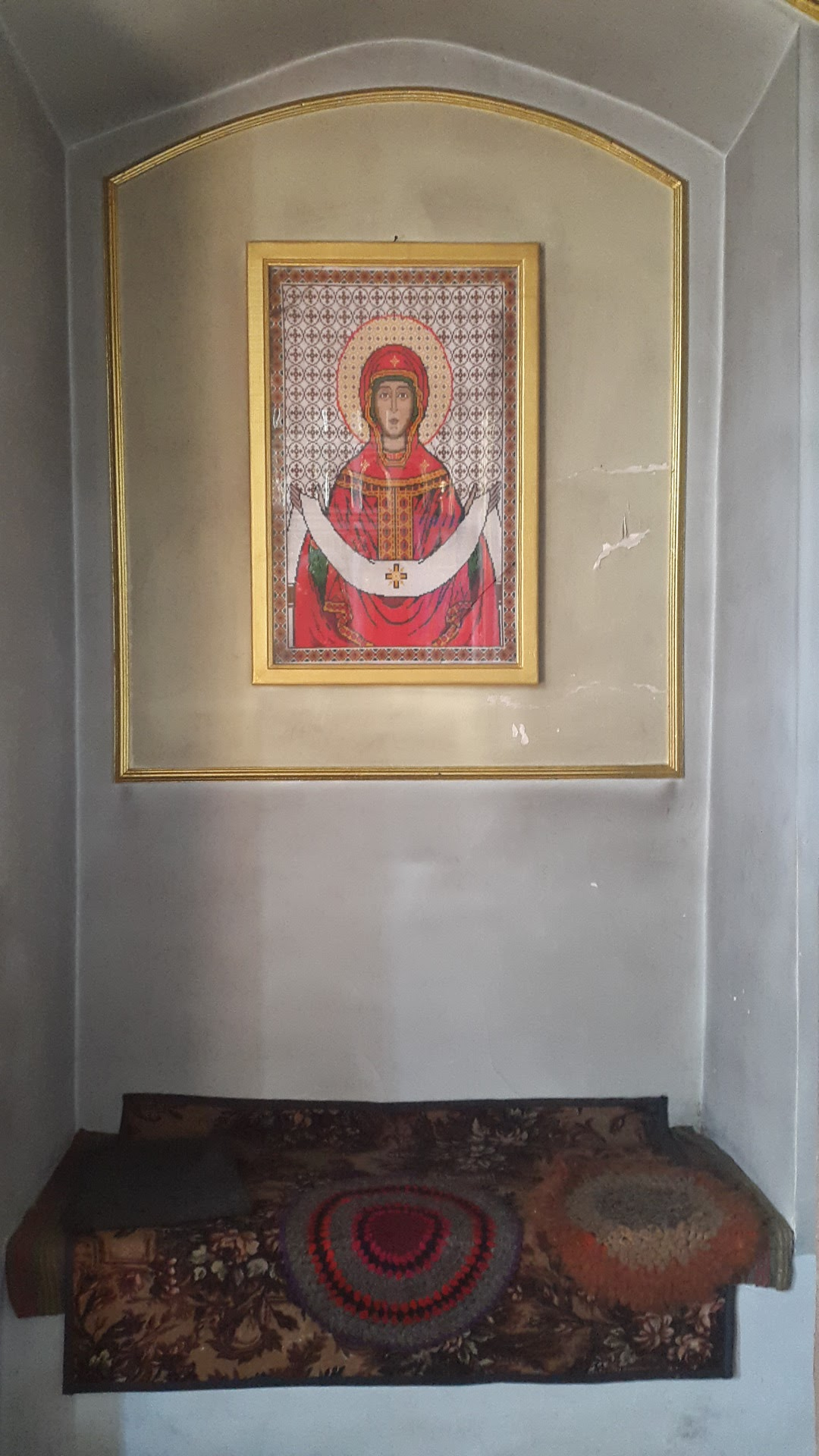
Ікона Богоматері в церкві Успіння Божої Матері
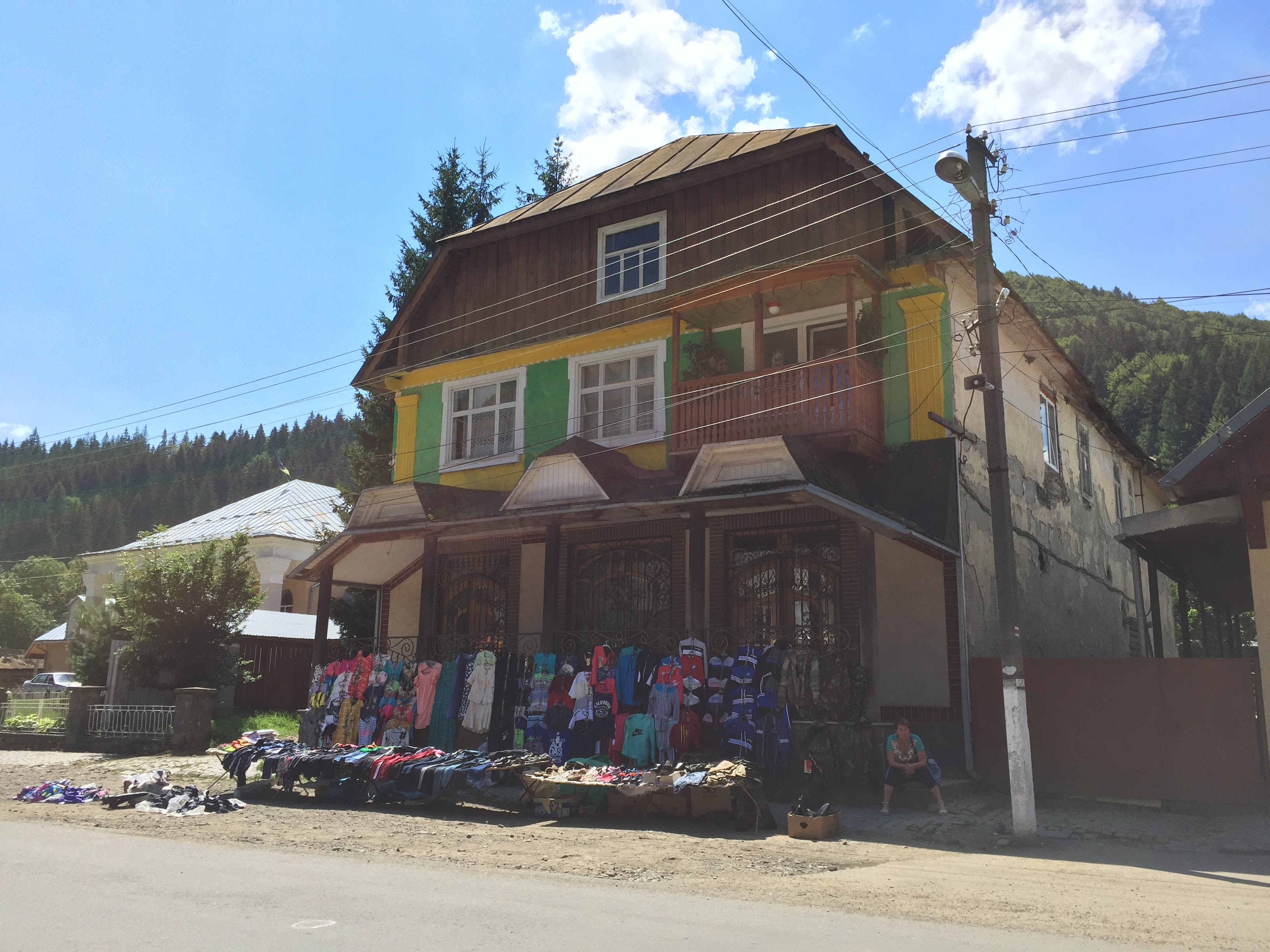
Вулична торгівля в с.Красна
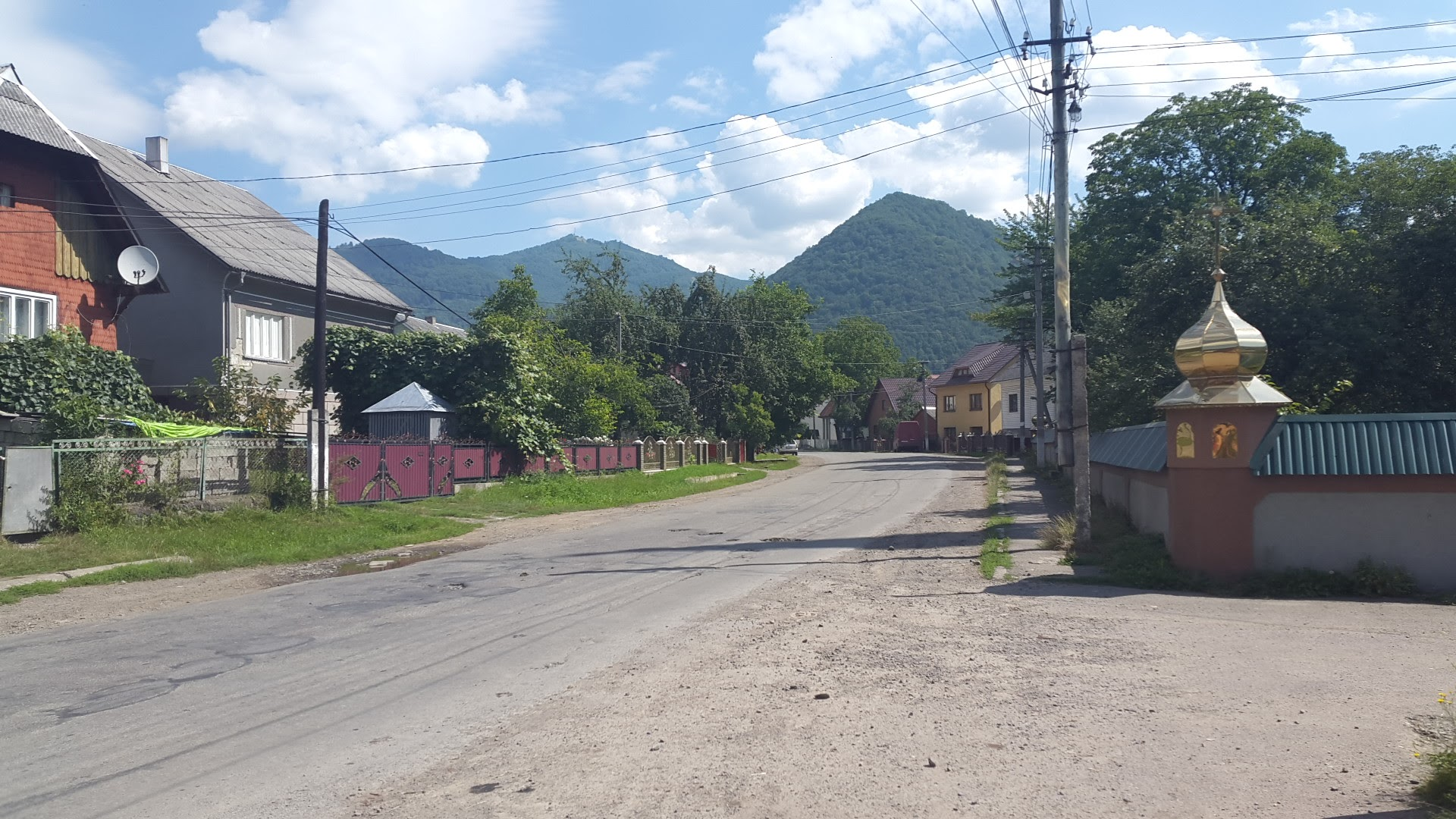
Вулиця в с.Красна. Дорога на Усть-Чорну
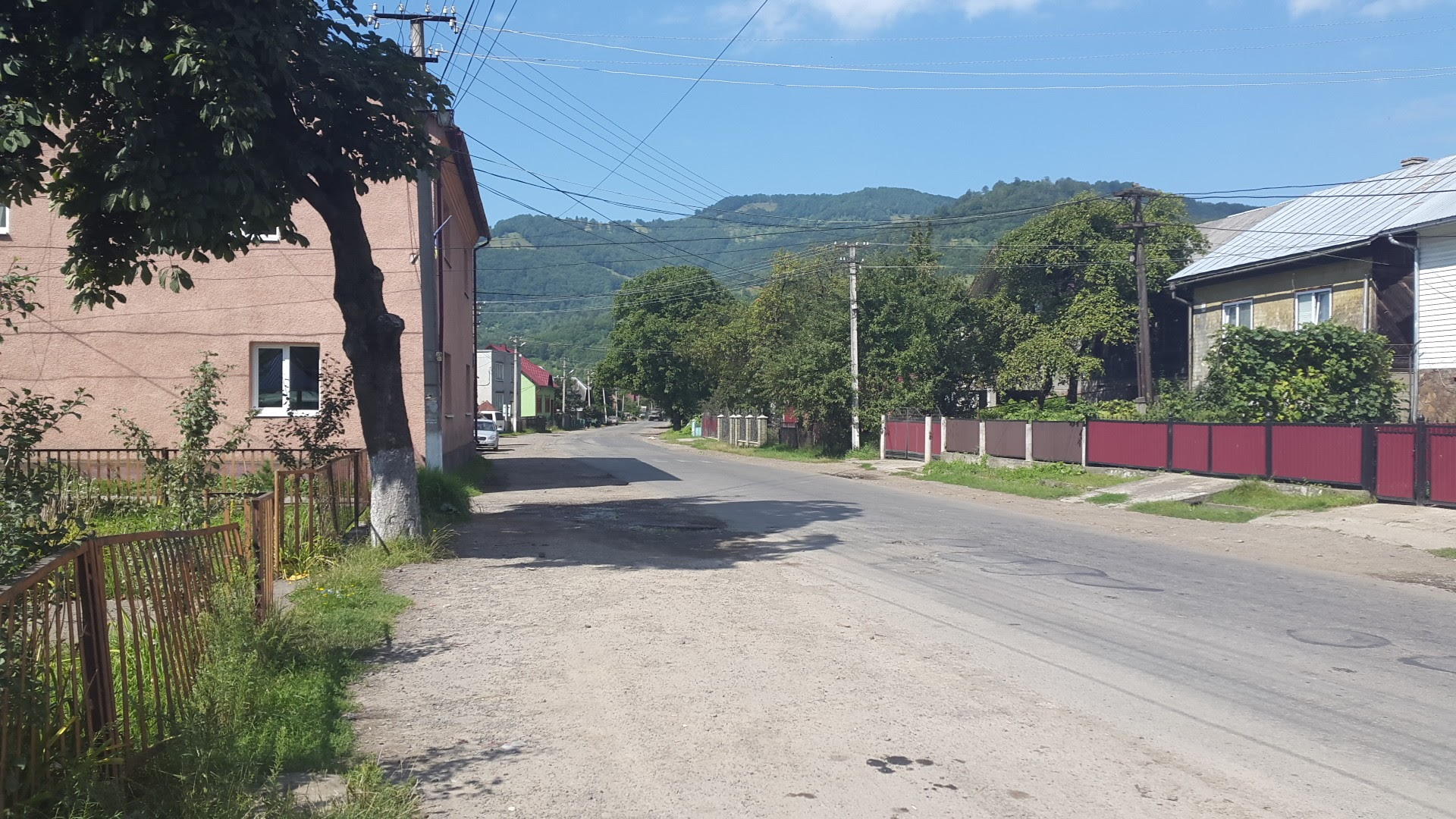
Вулиця в с.Красна. Дорога на Дубове
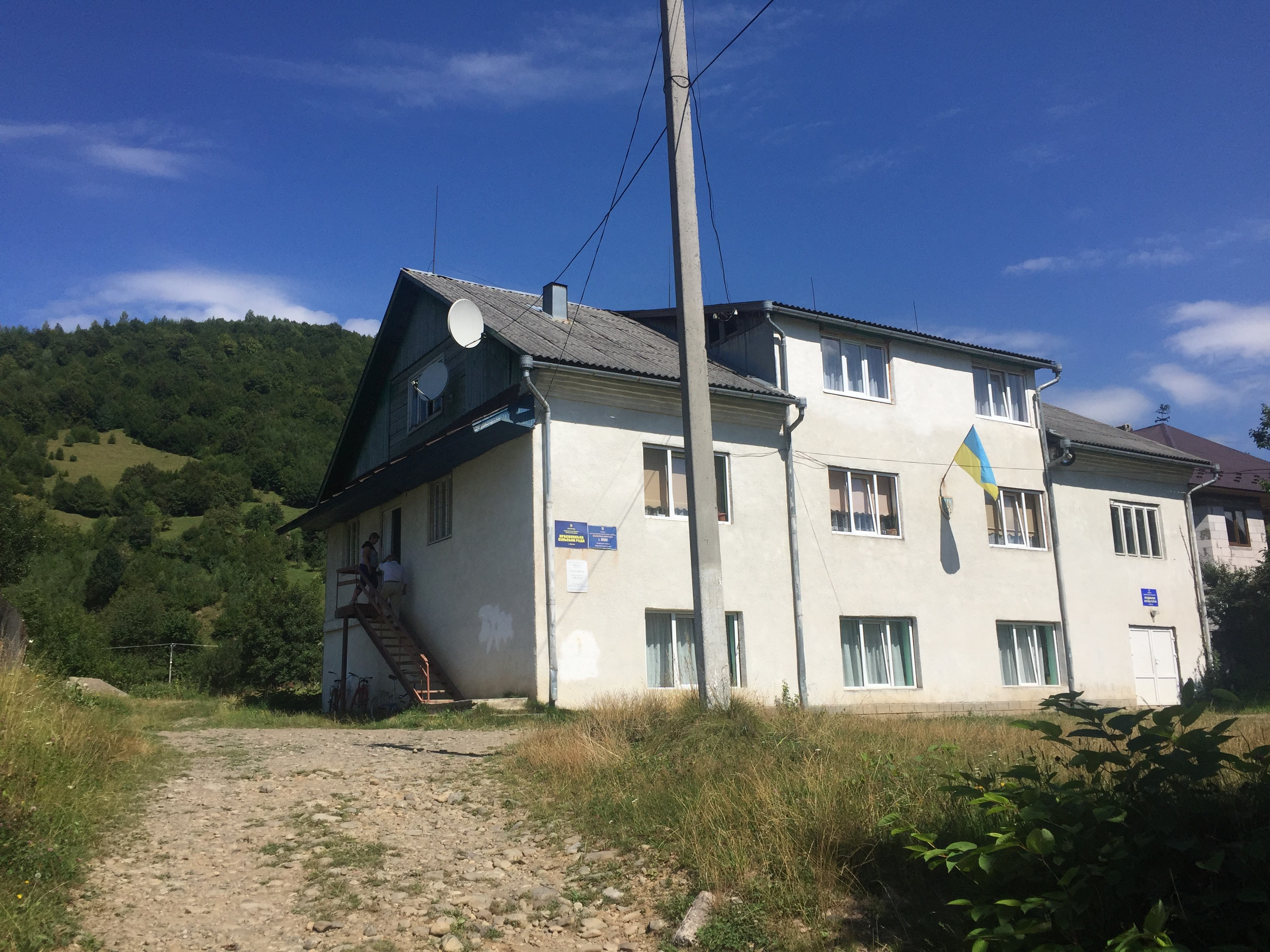
Краснянська сільська рада, бібліотека і будинок культури
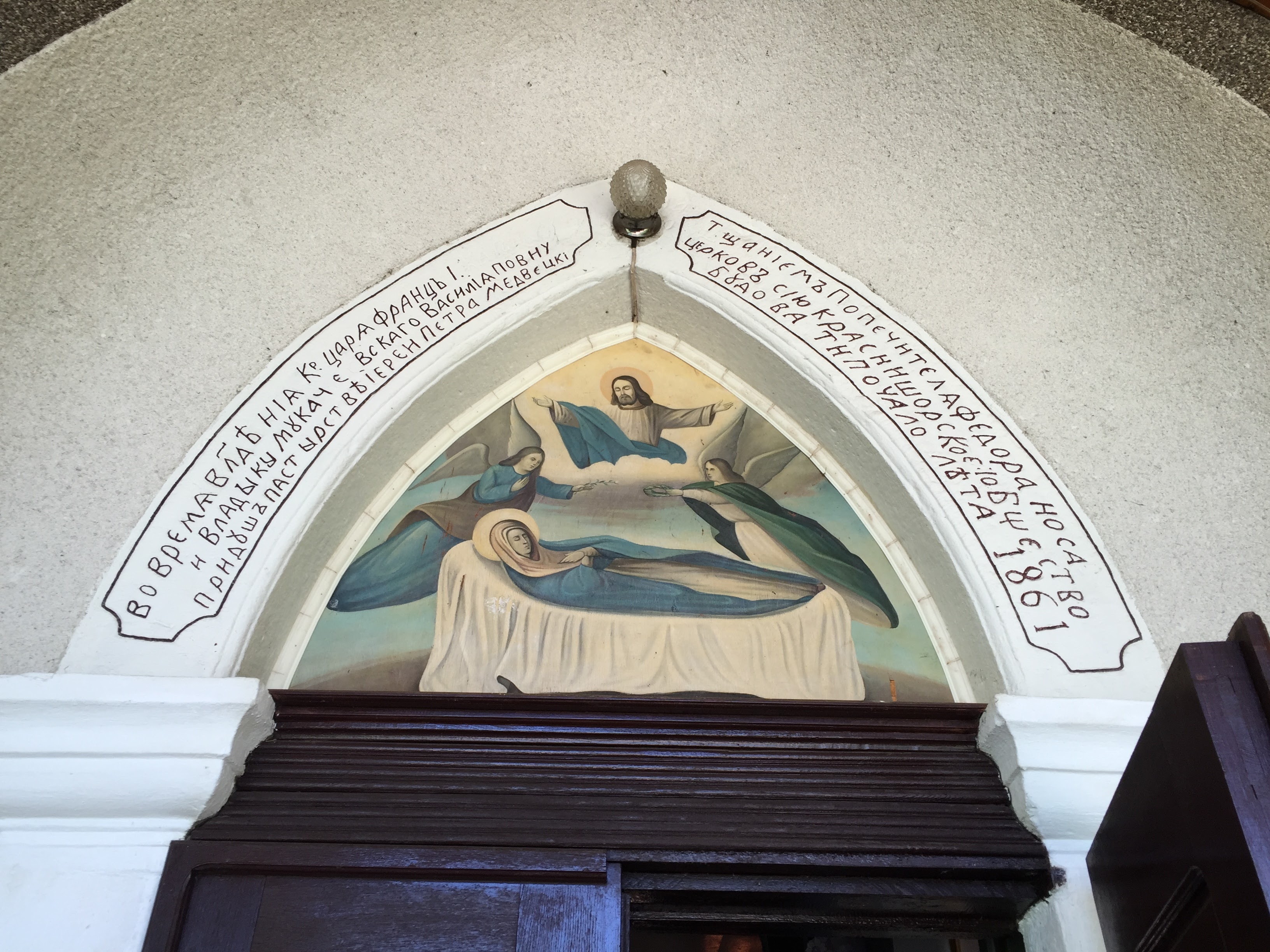
Церква Успіння Божої Матері в с.Красна. Надпис над входом в храм
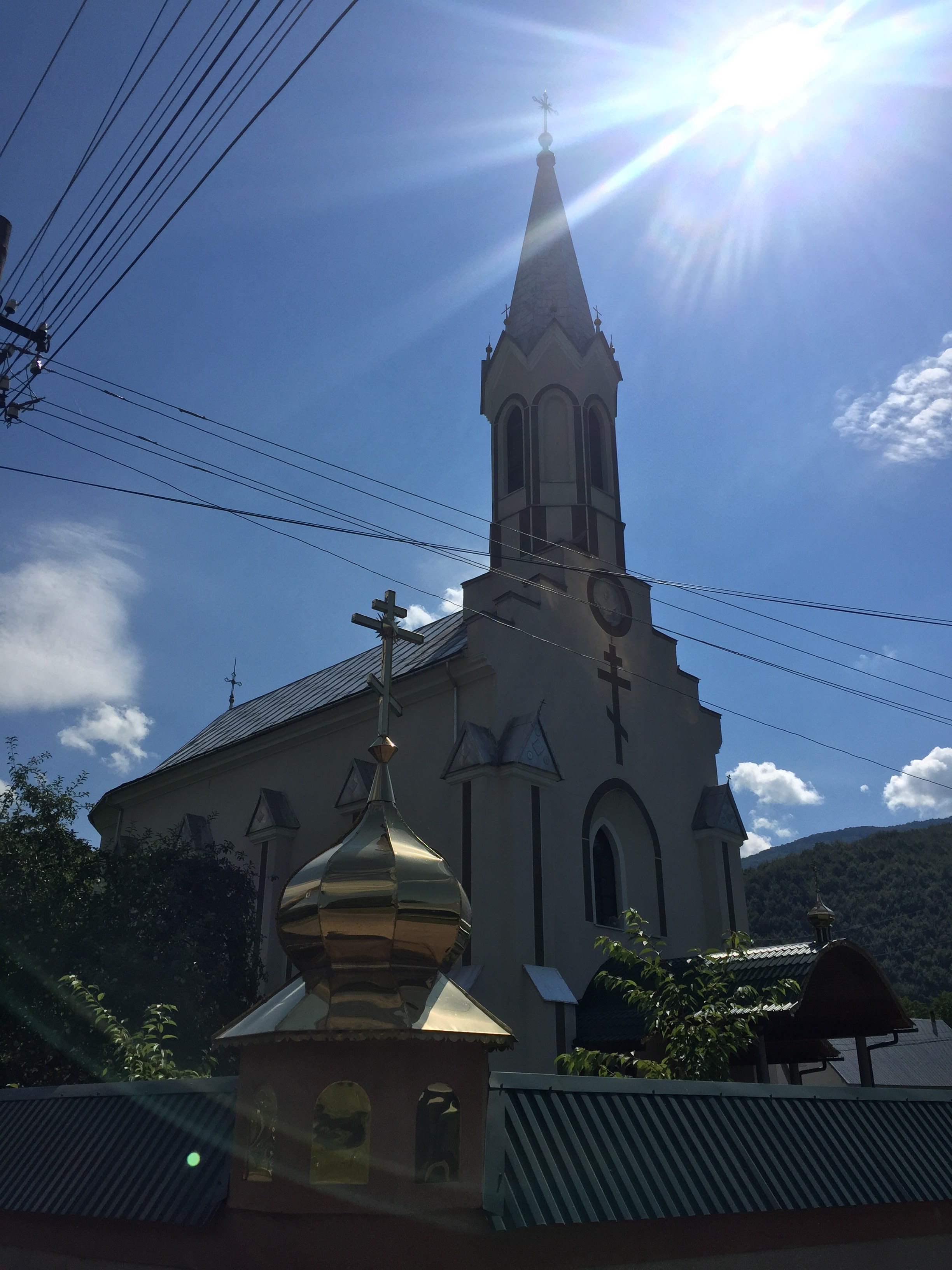
Церква Успіння Божої Матері в с.Красна. Вид з боку головної дороги
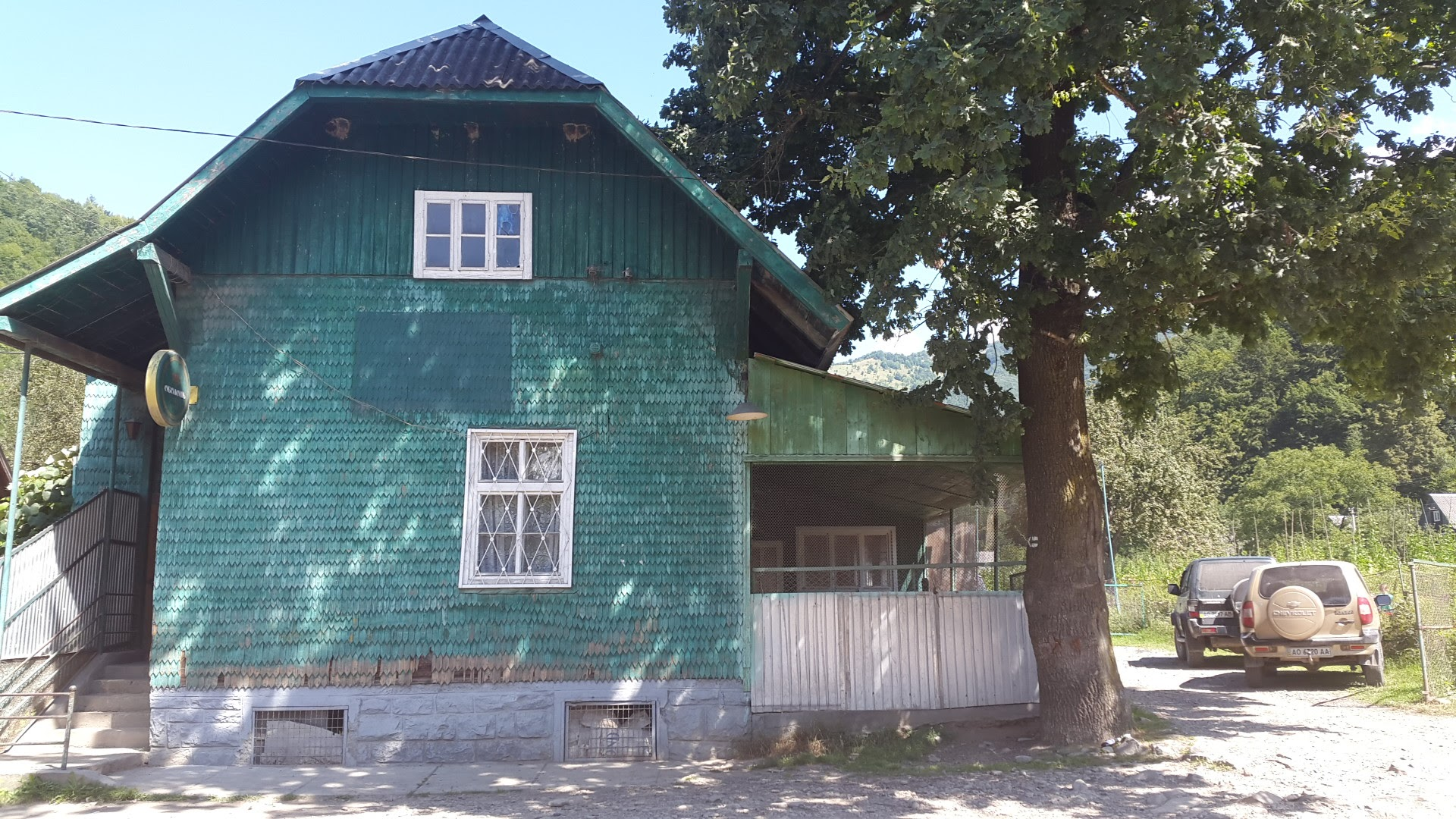
Місце початку маршруту підйому на г. Красна
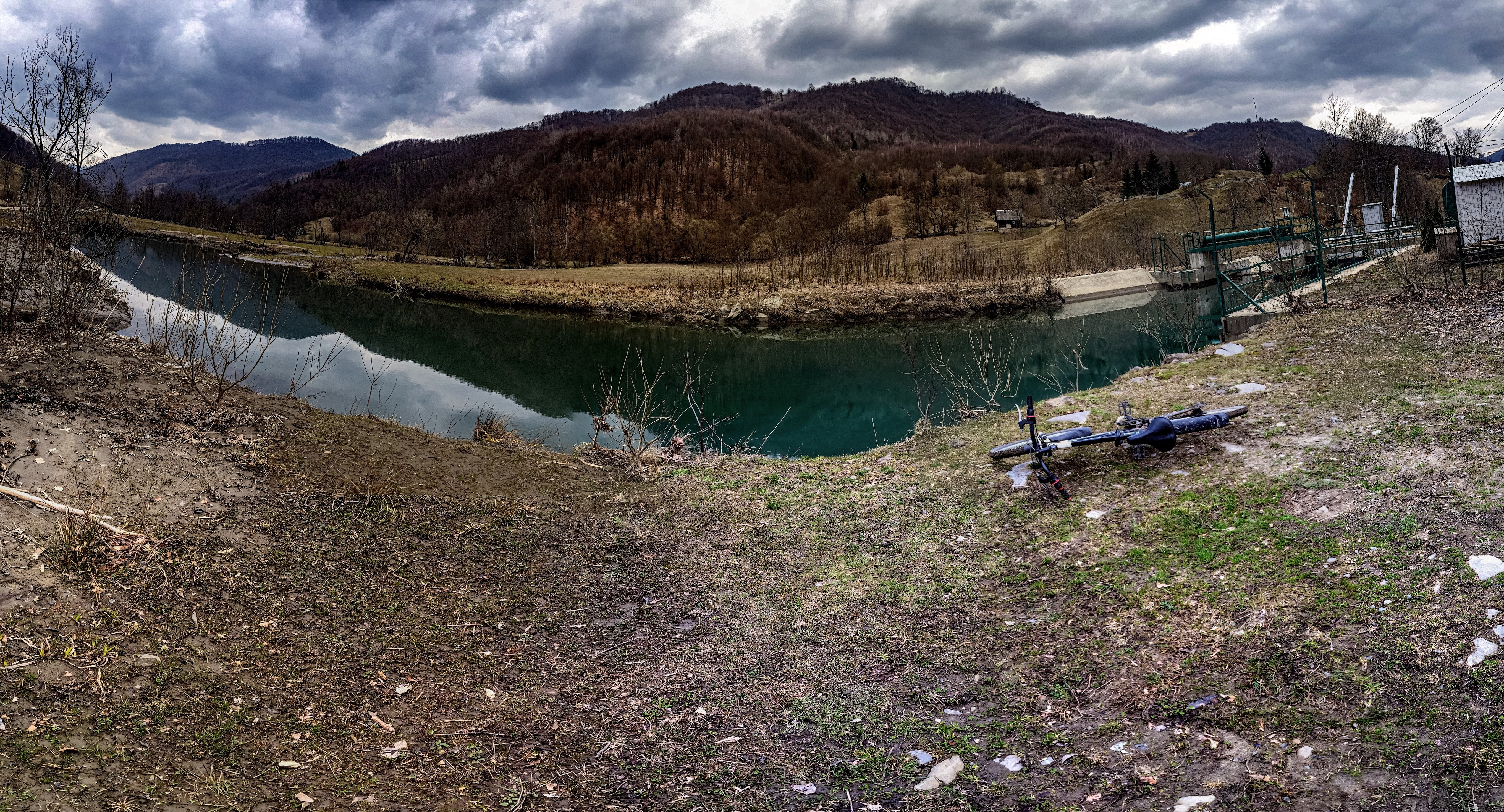
Краснянська міні ГЕС